# Taeniacanthus ostracionis
Taeniacanthus ostracionis is een eenoogkreeftjessoort uit de familie van de Taeniacanthidae. De wetenschappelijke naam van de soort is voor het eerst geldig gepubliceerd in 1870 door Richiardi.